# Miguel Soares Pinto
Miguel Soares Pinto (* 20. Mai 1954 in Viqueque, Portugiesisch-Timor; † 5. Juni 2013, Bandung, Indonesien), Kampfname Camaleão war ein osttimoresischer Freiheitskämpfer.
Pinto kämpfte in seiner Heimatregion Viqueque gegen die indonesischen Besatzer, bis er vom 1. Januar 1979 bis 12. November 1980 in Gefangenschaft geriet. Vom 15. September 1998 bis 25. Oktober 1999 war er der Vizesekretär des Conselho Nacional de Resistência Timorense (CNRT) der Region Viqueque.
Pinto war Mitglied der Partido Social Democrata (PSD) und kandidierte 2007 und 2012 aussichtslos auf der Parteiliste für das Nationalparlament Osttimors.
Von 2009 bis zu seinem Tode gehörte Pinto dem Ausschuss für Ehrung, Registerüberwachung und Berufung (portugiesisch Comissão de Homenagem, Supervisão do Registo e Recursos) an, die sich um die offizielle Registrierung aller nationalen Befreiungskämpfer kümmerte.
2006 wurde Pinto mit dem Ordem Nicolau Lobato ausgezeichnet. Er verstarb 2013, als er für eine medizinische Behandlung im indonesischen Bandung war.